# Islotes Hércules
Se denomina islotes Hércules, también denominados islas Hércules, a un territorio insular situado al sudoeste del Uruguay, en aguas del Río de la Plata, departamento de Colonia, al oeste de la isla Martín García y al sur de la isla Timoteo Domínguez de la que se encuentra mucho más próximo.

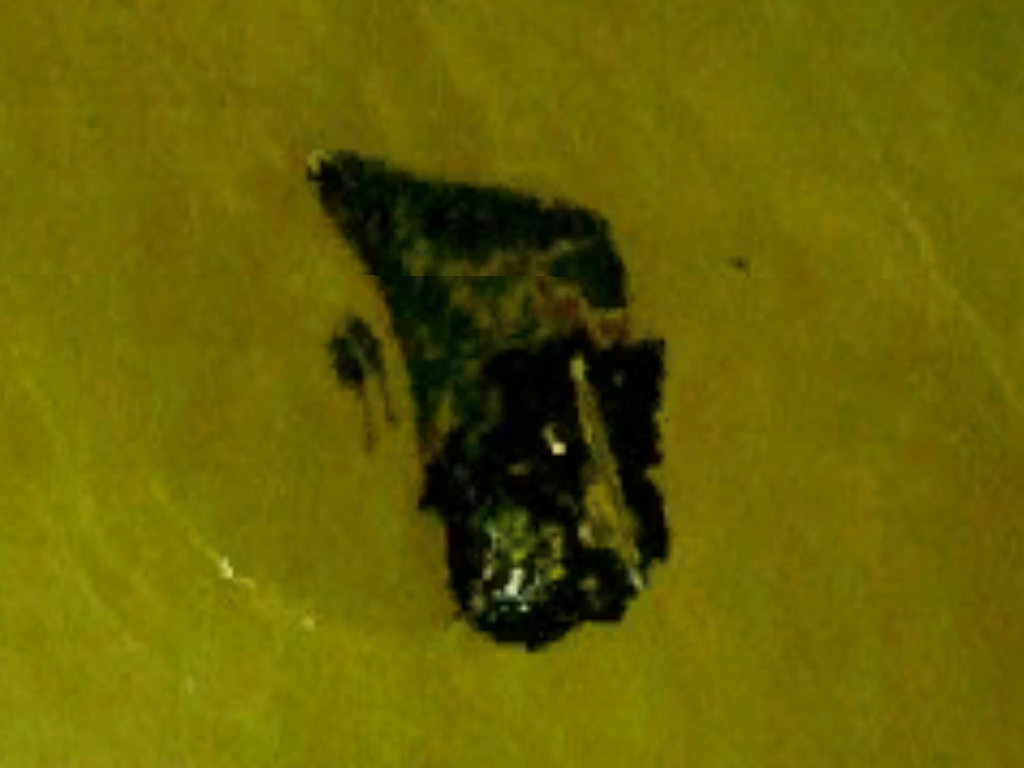
Vista satelital de ambas islas y de los islotes Hércules.

## Descripción
Estos islotes se sitúan muy próximos a la isla Timoteo Domínguez (a 35 m en el punto más cercano), y al sector noroeste de la isla Martín García, entre la punta La Gata y la punta Day (anteriormente península Day).  De la costa uruguaya la tierra más próxima es la punta Dorado, también conocida como punta Garibaldi, distante 4300 m, interponiéndose ente ambos puntos la isla Timoteo Domínguez.
Se desarrollan en aguas del canal Buenos Aires en el área de aguas someras que rodean a las islas Martín García y Timoteo Domínguez, encontrándose en las coordenadas: 34°10′36.92″S 58°15′41.93″O / -34.1769222, -58.2616472.
Se originaron a fines de la década de 1970 y comienzos de la de 1980 como resultado del arrastre aluvional de sedimentos que son volcados por el río Paraná sobre el Río de la Plata.
Su forma es alargada, con un largo (norte-sur) de 1100 metros, siendo su ancho máximo de 370 metros. Si bien se los trata como dos islotes, en sus extremos australes se encuentran ya unificados, por lo que constituyen en realidad un único cuerpo insular. Entre ambos discurre un canal de 650 m de largo por 30 m de ancho, abierto por el norte. Su superficie se encuentra totalmente cubierta por vegetación hidrófila, con pequeños sectores de saucedales, manifestación arbórea que culminará formando una selva marginal del tipo denominado monte blanco.
Ecorregionalmente, sus aguas se incluyen en la ecorregión de agua dulce Paraná inferior; mientras que su superficie emergida se adscribe en la ecorregión terrestre delta e islas del río Paraná.

## Jurisdicción soberana
Según el artículo 46 del Tratado del Río de la Plata, al unirse la isla Martín García a otra isla, el límite binacional deberá seguir el perfil de la isla Martín García que resulta de la carta H-118, Segunda Edición, del año 1972, confeccionada por la Comisión Mixta Argentino-Uruguaya de Levantamiento Integral del Río de la Plata, y publicada por el Servicio de Hidrografía Naval de la República Argentina, pero el crecimiento aluvial que se forme o una a los sectores de M. García que dan a los canales de Buenos Aires y del Infierno pertenecerán a esa isla, es decir, a la Argentina, por lo que la condición de enclave que generalmente se le otorga a M. García es relativa al asignársele aguas donde proyectar sus aluviones para mantener el contacto costero con ambos canales sin costa seca, y sin servidumbre de paso. Por esta razón, las islas aluvionales que se formen entre Martín García y el canal Buenos Aires pertenecerán a la Argentina, sin embargo la posición mucho más próxima a Timoteo Domínguez sitúa a estos islotes en el área del río cuyo lecho y subsuelo fueron adjudicados a la soberanía de Uruguay, aunque si continúa elevándose el banco que se desprende desde estos islotes hacia el sur -en forma de espiga subacuática-, pasaría a ser un islote o isla con sectores en dos naciones. 

### Etimología toponímica
Etimológicamente, este topónimo honra a la Fragata Hércules, la nave insignia de la segunda escuadra de las Provincias Unidas del Río de la Plata, la cual en la Campaña Naval de 1814 al mando del comandante Guillermo Brown derrotó a las fuerzas navales realistas de Montevideo y posibilitó la captura de la plaza. Era una nave de 350 toneladas y tenía 38 metros de eslora, 6 metros de manga, 5,8 metros de puntal y 2,25 metros de calado medio. Sufrió graves daños por fuego enemigo al quedar varada en las aguas de la zona de estos islotes, el 10 de marzo de 1814 durante el Combate de Martín García, logrando al siguiente día zafar siendo reparada y volviendo al combate.